# Jacques-Louis Soret

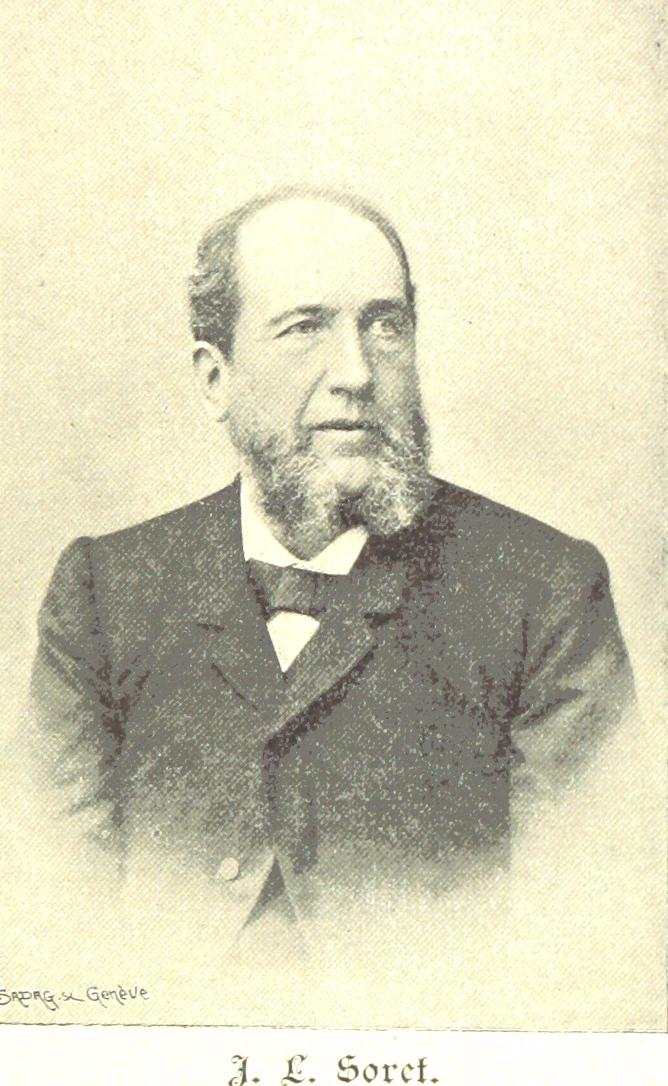
Jacques-Louis Soret

Jacques-Louis Soret (* 30. Juni 1827 in Genf; † 13. Mai 1890 ebenda) war ein Schweizer Chemiker und Physiker.
Soret lehrte ab 1873 Chemie und ab 1876 medizinische Physik an der Universität Genf. Dort entdeckte er 1878 gemeinsam mit Marc Delafontaine das Element Holmium. 1890 wurde er als korrespondierendes Mitglied in die Académie des sciences aufgenommen.
Er beschrieb erstmals die Struktur des Ozons als dreiatomige Modifikation des Sauerstoffs.
Die Soret-Bande, eine starke Absorption im UV/VIS-Spektrum der Porphyrine, ist nach ihm benannt.
Sein Sohn ist der Physiker und Chemiker Charles Soret (1854–1904).